# Januarius MacGahan

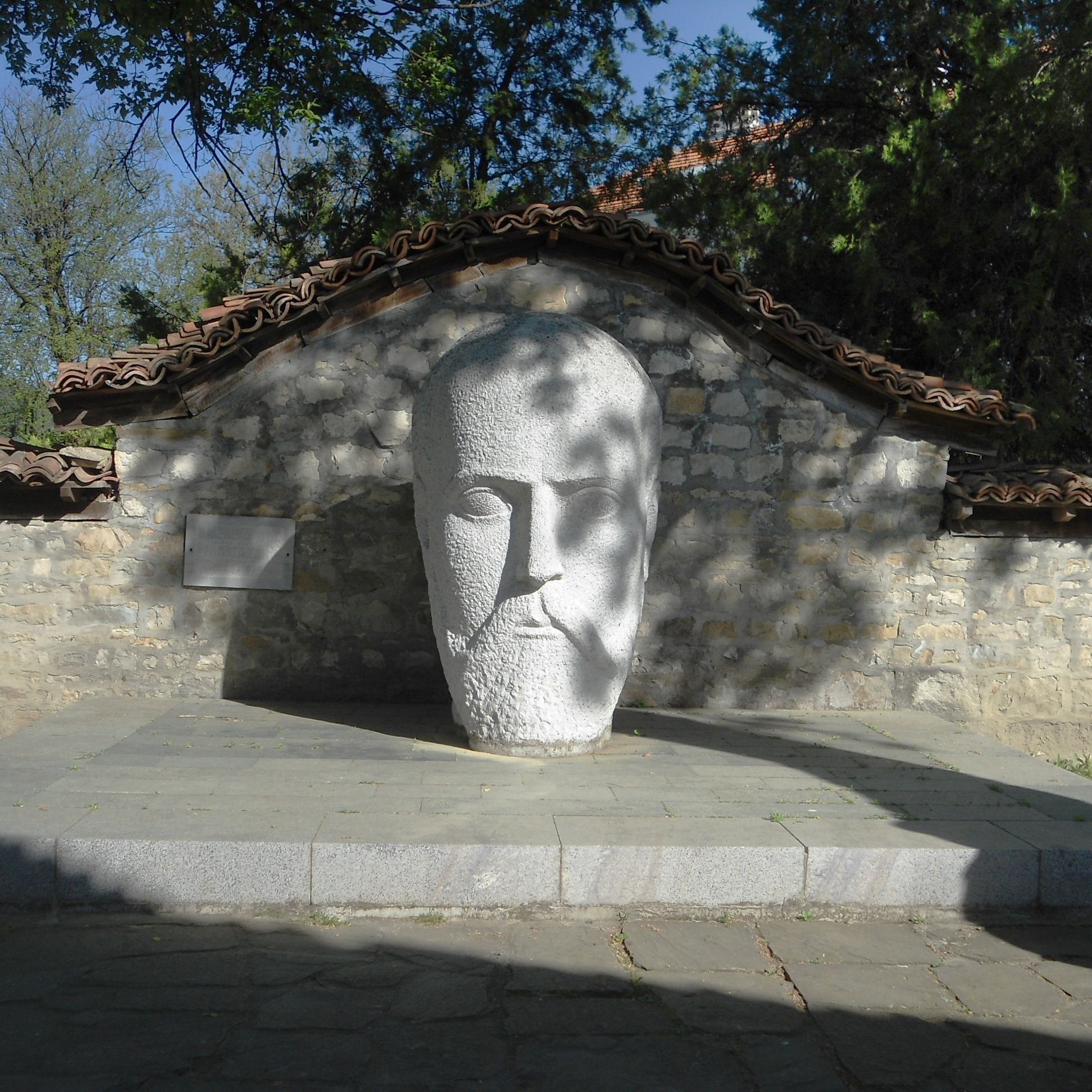
Denkmal zu Ehren MacGahans in Elena in Bulgarien.

Januarius Aloysius MacGahan (* 12. Juni 1844; † 9. Juni 1878) war ein amerikanischer Journalist. Er informierte als Kriegskorrespondent der englischen Zeitung „Daily News“ erstmals die europäische Öffentlichkeit über die Gräueltaten des türkischen Heeres bei der Niederschlagung des bulgarischen Aprilaufstandes von 1876. MacGahan wird aufgrund seiner Berichterstattung besonders in Bulgarien als „Befreier Bulgariens“ gesehen. In Sofia ist eine Schule nach ihm benannt, die Stadt Elena hat ihm Denkmal errichtet, mehrere Städte benannten jeweils eine Straße nach ihm.
Jedes Jahr im Juni findet in seiner Heimatgemeinde New Lexington in Ohio das MacGahan-Festival statt.